# Corrales (Colombia)
Corrales è un comune della Colombia facente parte del dipartimento di Boyacá.
Il centro abitato venne fondato da José Vizente de Rivera Mendoza nel 1782.